# 엔드리스 배틀
엔드리스 배틀(일본어: エンドレスバトル, 영어: Endless Battle)은 웹 브라우저를 기반으로 한 일본의 대규모 다중 사용자 온라인 실시간 전략 게임이다. 배포형 cgi 게임이며, 현재 한국어 번역판도 있어 대한민국에서도 플레이할 수 있다. 한국엔 주로 EBS(Endless Battle Satellite)라는 이름으로 알려졌다.

## 역사
오리지널 버전은 2001년, 일본 NET GAME Communications에서 제작하였다.
후에 배포되면서 상정제도, FFA와 함께, 동시기 배포형 cgi게임 중 큰 인기를 끌었다.
한국에서도 adonas가 한글화를 한 번역판이 퍼지고 카마웹 EBS, 버섯EBS, 마로EBS 등의 운영 서버가 인기를 끌었다.
그중 카마에르 웹게임이 가장 크게 번성했으나, 배포 사이트의 폐쇄와 cgi의 서버 부하 문제로 인해 쇠퇴하게 되었다.
최근 중국에선 cgi의 문제점을 극복하기 위해 php화를 추진하기도 하였다.

## 게임 방법

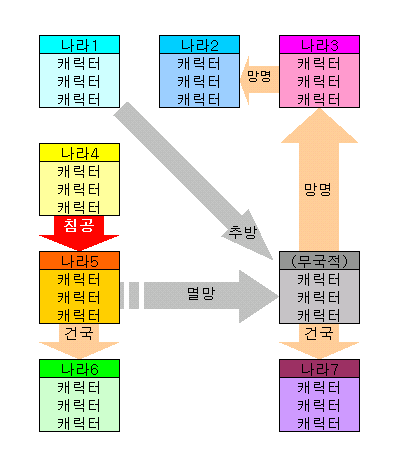
엔드리스 배틀의 세계관

### 시작하기
엔드리스 배틀을 하려면 먼저 캐릭터 계정을 생성하여야 한다. 이때 개인 정보는 요구하지 않기 때문에 기술적으로는 한 사람이 둘 이상의 캐릭터 계정을 생성하는 것이 가능하나 그러한 행위는 예의에 어긋나는 행위이므로 주의해야 한다. 또, 서버별로 계정 개수 제한이 있어서 그 제한만큼 계정이 다 만들어지면 더 이상 생성할 수 없고 또 일정 기간 동안 계정을 사용하지 않으면 자동으로 삭제된다.
계정을 생성할 때 요구하는 사항은 다음과 같다.
- 파일럿 이름: ID와 같다.
- 기체 이름: 캐릭터의 이름이다. 개조시 변경 가능하다.
- 패스워드: 암호이다.
- 아이콘: 캐릭터의 아이콘이다. 개조시 변경 가능하다.
- 타입: 레벨업시 특정 능력치가 올라갈 확률을 결정하는 것이다. 일반형이 있고 특정 능력치 중시형이 있다. 개조시 변경 가능하다.
- 성격: 캐릭터의 성격이다. 성격에 따라 능력치의 보정이 다르다. 개조시 변경 가능하다.
- 무기: 전투에 사용할 무기이다. 게임 중 다른 무기를 구입할 수 있고 또 처분할 수도 있다.
- 색: 캐릭터의 이름 색을 정한다. 개조시 변경 가능하다.
- 국적: 캐릭터의 국적을 정한다. 게임 중 망명, 추방, 건국, 멸망 등으로 인해 변경될 수 있다.

### 일반
사용자는 계속된 전투를 통해서 자신의 캐릭터를 키우는 것이 목적이다. 전투를 거듭할 때마다 경험치와 게임머니가 쌓이게 되고, 캐릭터의 경험치가 상한선까지 올라가면 레벨이 올라가면서 능력치가 조금씩 상승한다. 캐릭터 경험치의 상한선은 레벨이 올라갈때마다 단계적으로 올라간다. 또한, 게임머니는 자신의 계급이 높을수록 많이 올라가고 경험치는 자신을 상대하는 캐릭터의 계급이 높을수록 많이 올라간다. 그리고, 자신의 캐릭터가 국적을 가지고 있으면 그 나라의 국비도 함께 쌓인다.
전투로 인하여 체력이 모두 없어지는 것을 ‘대파’라고 한다. 대파 상태에서는 전투를 할 수 없으며 다른 캐릭터에게 공격받지도 않는다. 이때 체력이 저절로 조금씩 올라가며(꼭 대파 상태가 아니더라도 체력은 올라간다.) 체력이 모두 올라가면 다시 전투 가능한 상태가 된다.
또, 전투를 하면 에너지가 줄게 되고 남아 있는 에너지보다 필요한 에너지가 더 많으면 전투를 할 수 없다. 체력과 마찬가지로 에너지 또한 저절로 조금씩 올라간다. 사용하는 무기의 성능이 좋을수록 많은 에너지를 필요로 하게 된다.
그 외에도 자신의 캐릭터가 어떤 국가에 소속되어 있는 경우, 망명이나 내란을 제외하고는 자신과 같은 국적의 캐릭터와 전투를 할 수 없다.
전투를 할 캐릭터를 고르는 화면을 보면 휴식중과 참전중 캐릭터가 표시되는데, 휴식중은 해당 캐릭터의 사용자가 접속하지 않은 상태이고 참전중은 해당 캐릭터의 사용자가 접속해서 전투를 하고 있는 상태이다. 전략이 발동되지 않은 상태에서 참전중인 캐릭터를 공격하는 것은 비매너적인 행위에 해당하므로 주의해야 한다.

### 망명 및 내란
- 사용자는 망명을 통해 캐릭터의 국적을 옮길 수 있다. 국적이 없을 경우 바로 망명이 가능하지만 국적이 있을 경우 자신보다 계급이 높은 캐릭터와 싸워서 이겨야 한다.
- 그 이외에도 내란을 통해 자신의 국적에 있는 수장을 쫓아내고 자신이 수장 자리에 등극할 수 있다.
- 망명과 내란은 단 한번에 대파해야 성공하며, 만일 실패할 경우 계급이 급격하게 내려간다.

### 개조
사용자는 자신의 캐릭터를 개조할 수 있다. 다음과 같다.
- HP 업: 게임머니를 들여서 캐릭터의 체력 상한선을 올린다. 체력이 높을수록 필요한 게임머니의 양 또한 커진다.
- EN 업: 게임머니를 들여서 캐릭터의 에너지 상한선을 올린다. 에너지가 높을수록 필요한 게임머니의 양 또한 커진다.
- 성격 변경: 캐릭터의 성격을 변경할 수 있다.
- 아이콘 변경: 캐릭터의 아이콘을 변경할 수 있다.
- 색 변경: 캐릭터의 이름 색을 변경할 수 있다.
- 기체 이름 변경: 캐릭터의 이름을 변경할 수 있다.

아이콘, 색, 기체 이름 중 어느 하나라도 변경하였을 경우에는 커스텀이라고 하며, 커스텀시 능력치의 상한선이 올라간다. 커스텀은 일정 숙련도 이상이 되어야 가능하며, 커스텀 후에는 숙련도가 다시 일정 숙련도로 하락한다. 숙련도는 상대 캐릭터를 대파할 때마다 1씩 상승한다.

### 무장
- 캐릭터는 무기를 상점에서 구입할 수 있고 구입한 무기를 이용해서 전투를 한다. 전투를 하면 사용하는 무기의 경험치와 레벨이 상한선까지 조금씩 올라가고 일정 레벨에 도달하면 성능이 한 단계 올라간 무기로 만들 수 있다. 이를 랭크업이라고 한다.
- 이미 가지고 있는 무기를 처분할 수도 있다. 이때 받을 수 있는 게임머니는 시장 가격의 1/3이다.
- 또한, 보강 장비를 이용할 수도 있다. 보강 장비는 캐릭터의 능력치를 보정하거나 특수 효과를 낸다. 보강 장비는 일정 확률로 내구력이 깎이며 내구력이 모두 깎이면 해당 보강 장비는 사라지게 된다. 보강 장비를 처분하는 경우 받을 수 있는 게임머니는 내구력에 비례한다.

### 특수
일정한 양의 게임머니가 있다면, 새로운 나라를 세우거나 나라 안에 부대를 만들 수 있다. 그리고, 나라 안의 수장은 다른 나라를 공격하기 위해 일정 시간 동안 전략을 발동하거나 자신의 나라 요새를 강화할 수 있다. 전략 발동과 요새 강화에는 국비가 소모되며, 전략 발동시 해당 국가의 캐릭터를 모두 대파 상태로 만들면 요새를 공격할 수 있게 된다. 요새를 대파하면 해당 국가는 멸망하게 된다.
부대의 이동 또한 특수 커맨드로 가능하다.

### 기타
그 외에도 다음과 같은 것들이 가능하다.
- 게임 중 표시되는 대사를 설정
- 각 국가별 세력도 보기
- 서버 내 캐릭터들의 랭킹 보기
- 자신의 국가에 있는 캐릭터 보기
- 어떤 국가의 캐릭터 정보 보기
- 역사 보기

또, 게임 제공 주체에 따라 경매, 던전, 창고, 세계대전 등 여러 가지가 지원된다.

## 동작 환경

### 서버
공용 게이트웨이 인터페이스가 필요하다.

### 클라이언트
웹 브라우저와 마우스가 필요하다.

## 같이 보기
- 온라인 게임 목록
- 웹게임